# Château de la Cour-en-Chapeau
Le château de la Cour-en-Chapeau est un château situé à Chapeau, en France.

## Localisation
Le château est situé sur la commune de Chapeau, dans le département de l'Allier, en  région Auvergne-Rhône-Alpes.

## Description
L'ensemble remonte pour l'essentiel au début du XVIIe siècle et a fait l'objet de remaniements au XIXe siècle.
Le château se compose d'une habitation formée de deux corps de logis perpendiculaires, inscrite à l'intérieur d'un quadrilatère aux angles garnis de tours circulaires. Au sud-est s'étend un jardin à la française et au nord-ouest la cour d'entrée où l'on pénètre par la guette et que limitent, au nord-ouest et au sud-ouest, les communs dont les angles sont défendus par des tours circulaires. La construction est en brique de deux couleurs : briques noires en losanges sur fond de briques rouges ; décor de chevrons de briques noires sur fond de briques rouges.

## Historique
En 1462, le fief devient propriété de Hugues de Buyat qui fait construire le château sur deux mottes contiguës, l'une portant l'habitation, l'autre les dépendances. Ces constructions étaient isolées par des fossés en forme de 8. 
L'édifice est classé au titre des monuments historiques par arrêté du 4 octobre 1972.

## Galerie

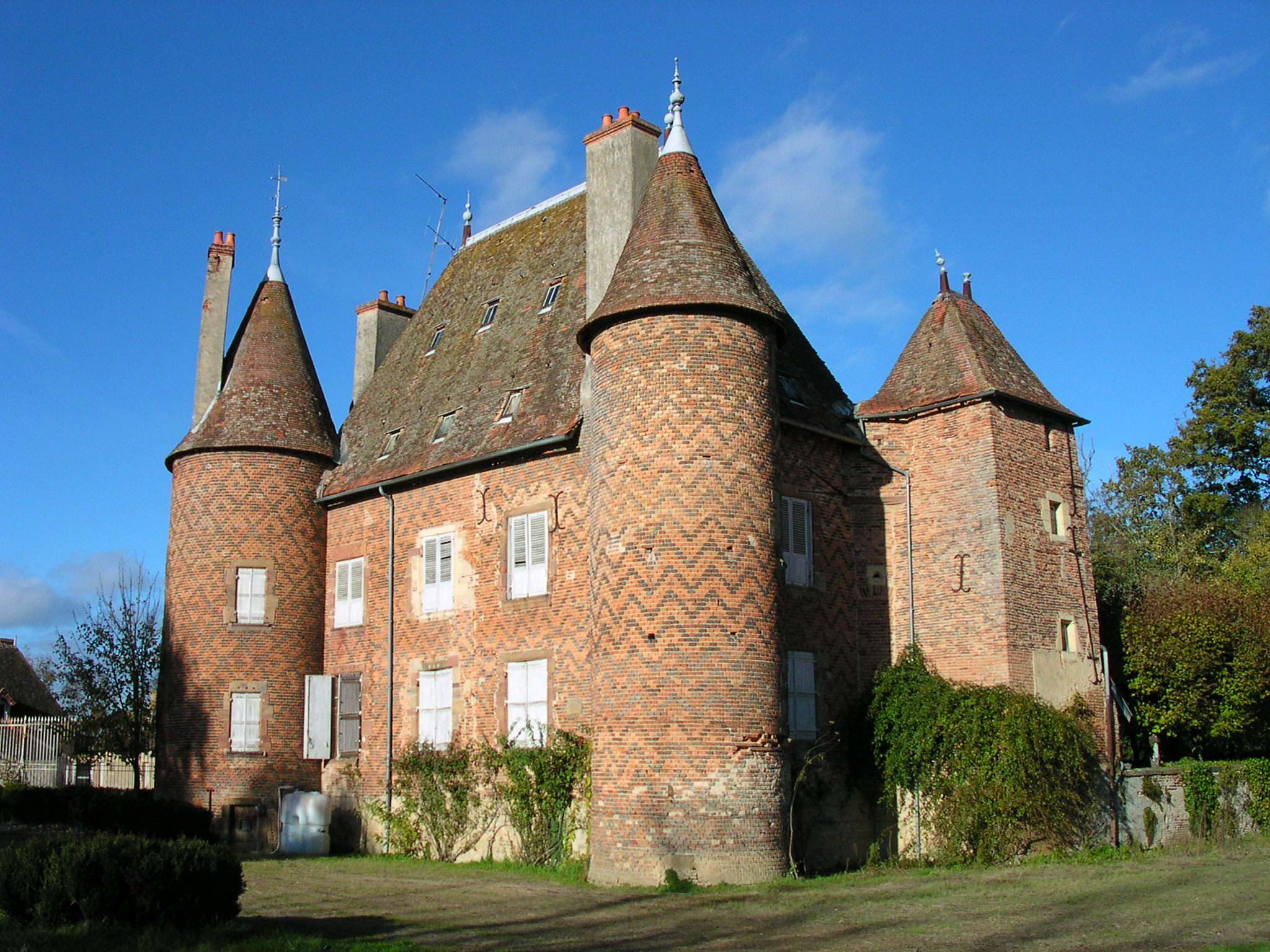
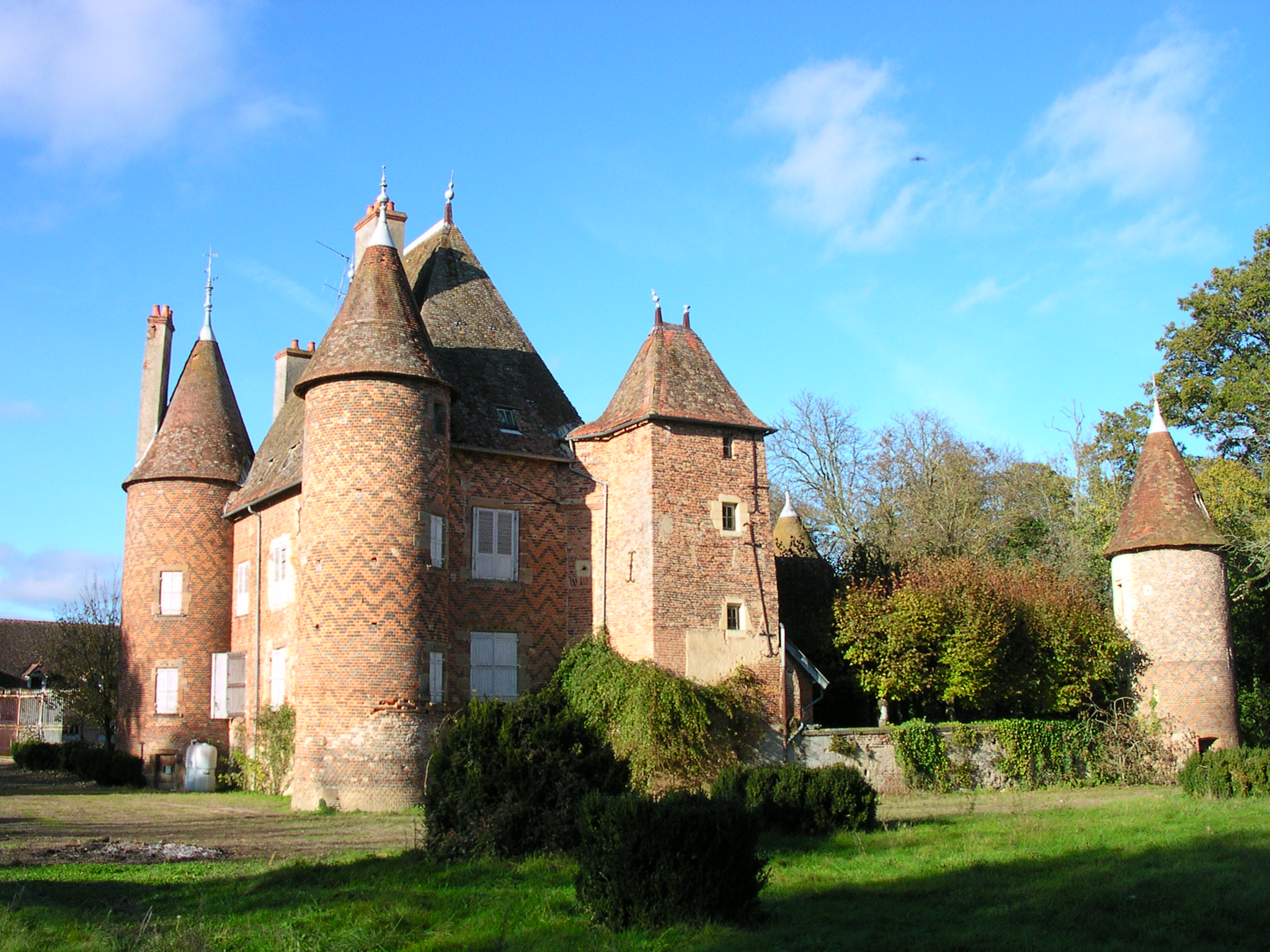
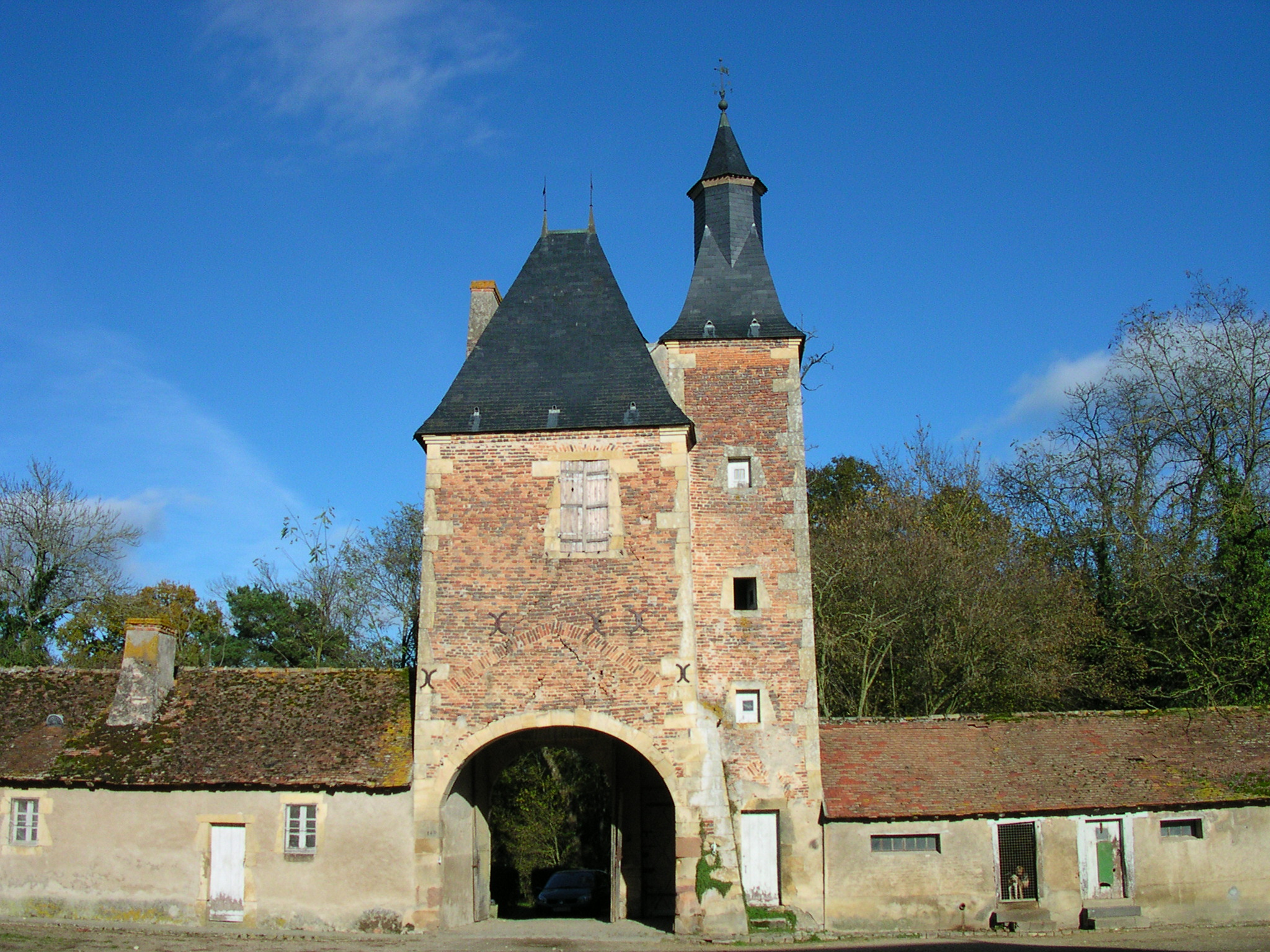
Châtelet d'entrée, vu de la cour intérieure.
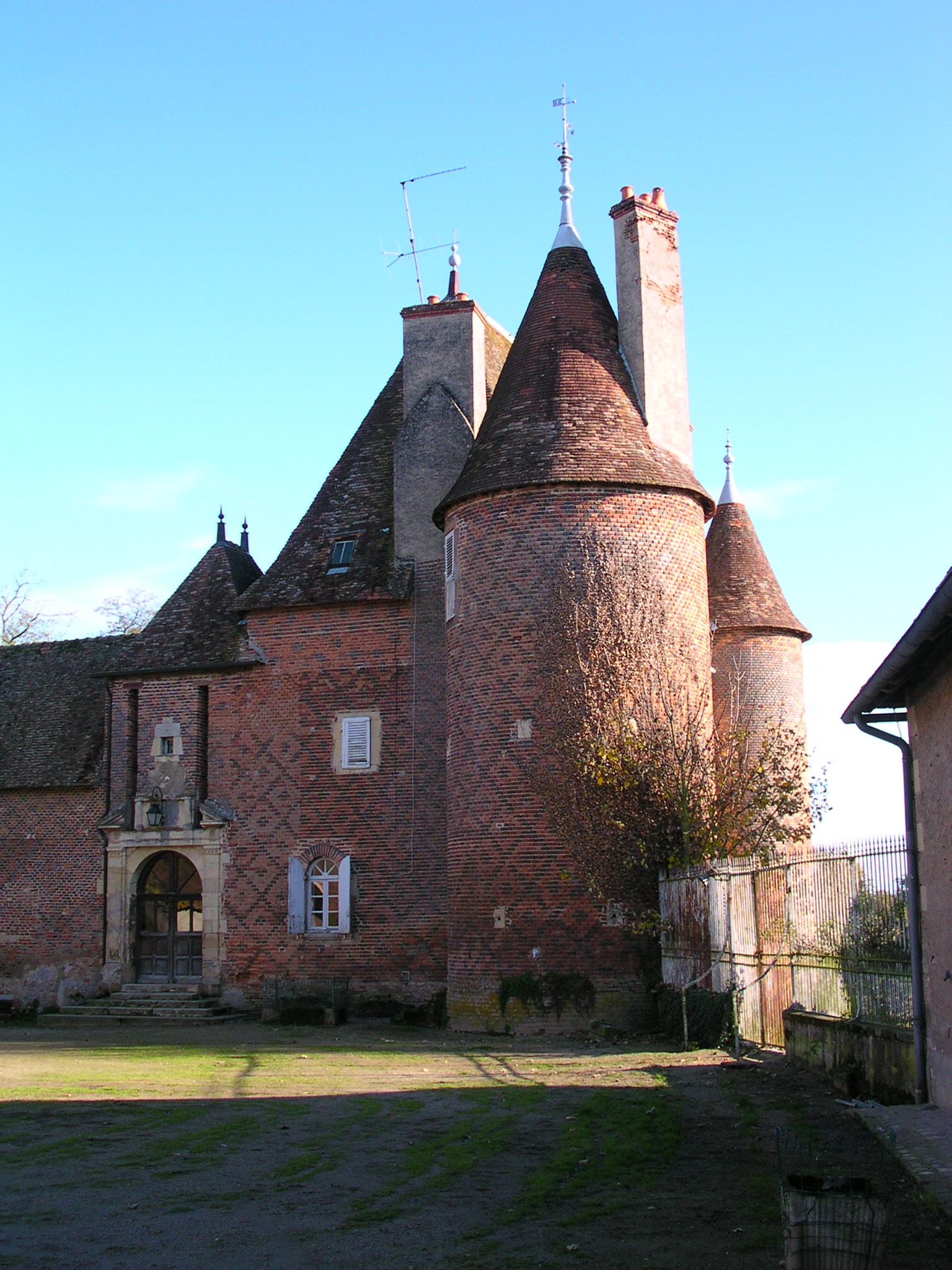